# Salto ornamental
Saltos ornamentais ou saltos para a água são o conjunto de habilidades que envolve saltar de uma plataforma elevada ou trampolim em direção à água, executando movimentos estéticos durante a queda. É considerado um esporte de técnica plástica e flexível. Oriundo de um movimento natural do ser humano, o ato de saltar, o esporte limita as possibilidades a uma plataforma de dez metros de altura, tendo seis quesitos avaliados.
Seu principal aparelho é o trampolim, onde seus praticantes realizam seus treinamentos, que requer do saltador a destreza para utilizá-lo. Durante as competições, em virtude da complexidade de avaliação, vários árbitros são convidados a participar do julgamento, calcado em cinco etapas. Em matéria de movimentos, os saltadores contam com um vasto número de realizações, todos dentro das quatro posições básicas, além das entradas, feitas de frente, de costas, ou em giro, de ponta cabeça ou de pé. Como esporte misto, conta com três provas. Seus praticantes, chamados de saltadores ornamentais, precisam ter habilidades como força e flexibilidade, além de desenvolverem características como audácia, coragem, perseverança, autoconfiança e concentração.
Surgido como forma de divertimento na Grécia Antiga, atingiu status de esporte no século XX, ao entrar para a Federação Internacional de Natação e compor o cronograma dos Jogos Olímpicos de 1904.

## História e evolução

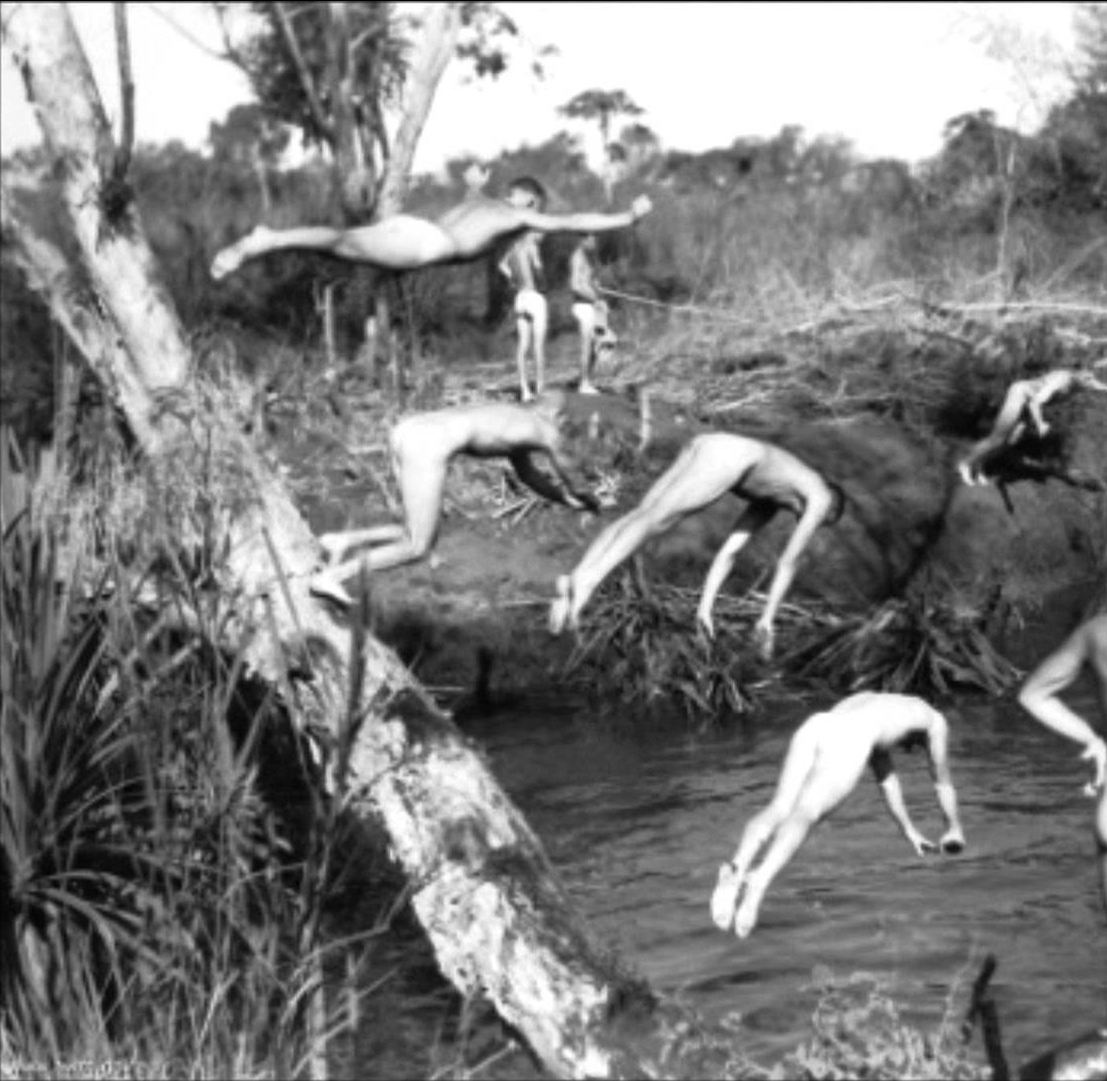
No início, a prática era apenas recreativa. Na imagem, grupo se lança de um tronco de árvore para as águas de um rio.

A história dos saltos ornamentais tem origem na Grécia Antiga, praticada pelas comunidades litorâneas cujos habitantes pulavam de rochedos, mergulhando para o fundo das águas. Naquela época, apenas entrar no mar para banhar-se não era mais divertimento. Era preciso emoção, barulho, mudança na forma calma de sempre. Para isso, começaram a se jogar, mergulhar, ir até o fundo, subir em pedras e barrancos na busca de uma plataforma, chegar até as galhadas das árvores para se impulsionar ainda mais alto, e assim tornar o simples ato de entrar na água uma diversão de fato. Recreativa, supõe-se que, sob a luz dos indícios arqueológicos, esta brincadeira passou a ser preparatória quando migrou para o norte da Europa, no século XVII, ao que suecos e alemães passaram a utilizar desta prática para treinar a ginástica, já que em ambos os países este esporte era bastante popular tanto como forma de expressão, quanto como preparação militar. Durante os verões europeus, a aparelhagem dos ginastas era transportada à praia e montada em altas plataformas ou píeres, visando a realização de seus movimentos acima da água. Entre os aparelhos utilizados o mais importante foi o trampolim, que impulsionava os atletas ao salto, não somente à queda.
Aos poucos, o que era apenas um exercício de ginástica começou a se tornar verdadeiramente um esporte, que teve, em 1871, a primeira competição documentada realizada: um torneio no qual os atletas saltavam de uma ponte, na cidade de Londres, Inglaterra. Foi lá que, no século XIX, o esporte ganhou o padrão moderno de disputas, tendo como precursoras das competições regulamentadas, as provas em lagos turvos cheios de bandos de patos. Como consequências desse início despreparado, os saltadores, que nem sempre conheciam a profundidade das águas, por vezes traziam lixo depositado no fundo ou se machucavam gravemente. Adiante, durante os verões desse mesmo século, os ginastas suecos e alemães passaram a apresentar seus saltos e acrobacias nas águas rasas do mar sob o olhar atento das plateias, que apreciavam a chamada ginástica ornamental. Ao redor da Europa, as primeiras disputas foram em provas de plataforma. Levado aos Estados Unidos já em forma de esporte, começou a ser realizado no trampolim.

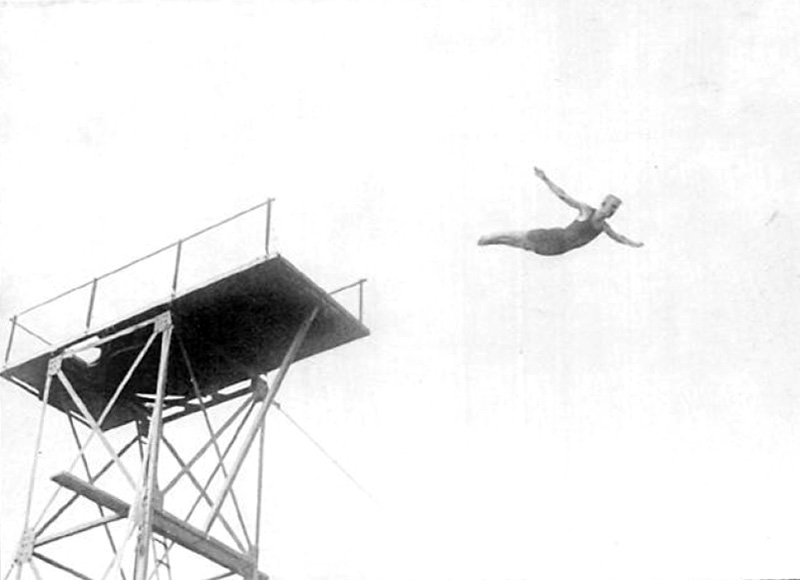
Arvid Spangberg, medalhista de bronze na prova da plataforma alta em 1908.

Em 1901, foi fundada a Associação Amadora de Saltos, o que deu definitivamente um caráter esportivo à brincadeira do passado. Com regras internacionais descritas pelos países fundadores da Federação Internacional de Natação (chamada FINA), a prova de saltos foi incluída nos Jogos Olímpicos de Saint Louis, no ano de 1904, em uma disputa cujo objetivo era nadar o maior tempo possível submerso na água após o mergulho (Mergulho à distância). Como não despertou o interesse do público, que não conseguia acompanhar o desempenho dos atletas, este evento ficou de fora de edição seguinte e acabou eliminado das demais. Em 1908, de fato regidos pela FINA, fundada em 19 de julho de 1908, os saltos ornamentais foram disputados nos Jogos de Londres como são modernamente conhecidos, embora apenas os homens tivessem o direito de participar. As modalidades disputadas foram a plataforma e o trampolim de três metros, cujos primeiros campeões foram o alemão Albert Zürner, vencedor do trampolim, e o sueco Hjalmar Johansson, medalhista de ouro na plataforma alta. Quatro anos mais tarde, foi a vez da estreia feminina, nas Olimpíadas de Estocolmo, com a disputa da plataforma, que teve como vitoriosa a sueca Margareta Johanson. Em decorrência da realização da Primeira Guerra Mundial, as mulheres só estrearam no trampolim em 1920, na edição belga dos Jogos. Essa edição foi ainda marcada pela mudança nas regras: anteriormente, por ver-se a dificuldade das rotações devido a saída ereta, foi permitido aos atletas dobrarem seus joelhos para se lançarem, como faziam os amadores na antiga Grécia. Devido a essa atitude, começaram então a surgirem vários novos movimentos e saídas. Em 1973, ganharam o primeiro campeonato mundial dedicado ao esporte.

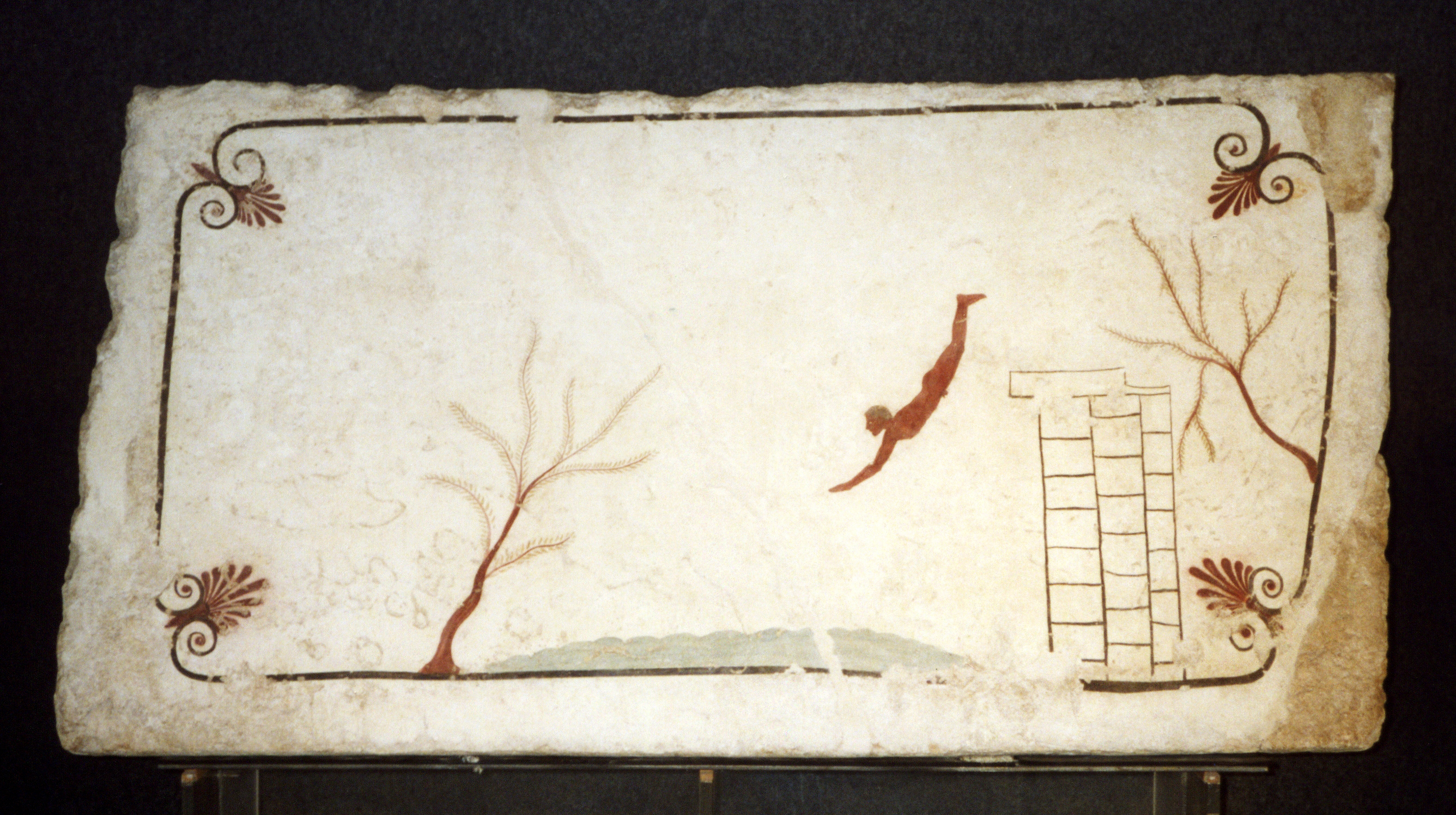
La tomba del tuffatore, datado de 480 a.C na Grécia antiga e encontrado no ano de 1968.

Com o passar dos anos o desporto foi se modernizando, conquistando adeptos, melhorando as técnicas de saltos e de segurança e nos anos 2000 ganharam as provas olímpicas sincronizadas, tanto no trampolim quanto na plataforma. Em 2008, sua popularidade fez lotar os ginásios para as disputas do pré-olímpico de Pequim. Culturalmente, os saltos ornamentais estão presentes na vida das pessoas desde que tornou-se um meio de divertimento, fosse em um lago fosse em um clube. A obra mais antiga em relação a esta prática chama-se "O túmulo do mergulhador", em italiano:  La tomba del tuffatore, e conta com um conjunto de imagens, entre as quais aparece a de um homem nu lançando-se à água de uma estrutura construída e não natural, como as árvores ou penhascos. A obra como um todo reunia uma série de chapas nas paredes internas de um túmulo e o saltador representava a passagem entre a vida e a morte. Mais perto da era moderna, os saltos se aproximaram da cultura esportiva de países como os Estados Unidos, nos quais contam com escolas de ensino e campeonatos regionais, além de divulgar os benefícios da prática, principalmente para as crianças, promovendo um ambiente social e o estímulo ao exercício. Na Alemanha, um dos primeiros países a desenvolver os saltos, foi promovido um campeonato mundial que, além de divulgar o esporte, inova, pois é também uma fonte de divertimento, remontando ao passado inicial: os chamados saltos malucos, totalmente fora das técnicas do desporto, possuem, inclusive, regras próprias e uma mesa com seis jurados.
Não somente na pintura e na divertida competição figuram os saltos ornamentais. Em 1990, foi lançado o filme norte-americano Diving In, contando a história de um jovem que precisava dominar o medo de saltar da plataforma para fazer parte da equipe da escola e competir. Quase vinte anos depois, em 2008, foi rodado no Japão um outro filme, cuja base era também este esporte: Dive!! contou a história de um jovem que, fascinado por um ex-atleta, foi treinar no clube que ele abriu. Lá, descobriu que a escola estava falindo e que só a formação de um atleta olímpico era capaz de reergue-lo. Além disso, os saltos aparecem ainda na publicação da FINA, a Aquatics World Magazine, junto aos demais esportes aquáticos.

## O saltador

### Generalidades: características e preparação

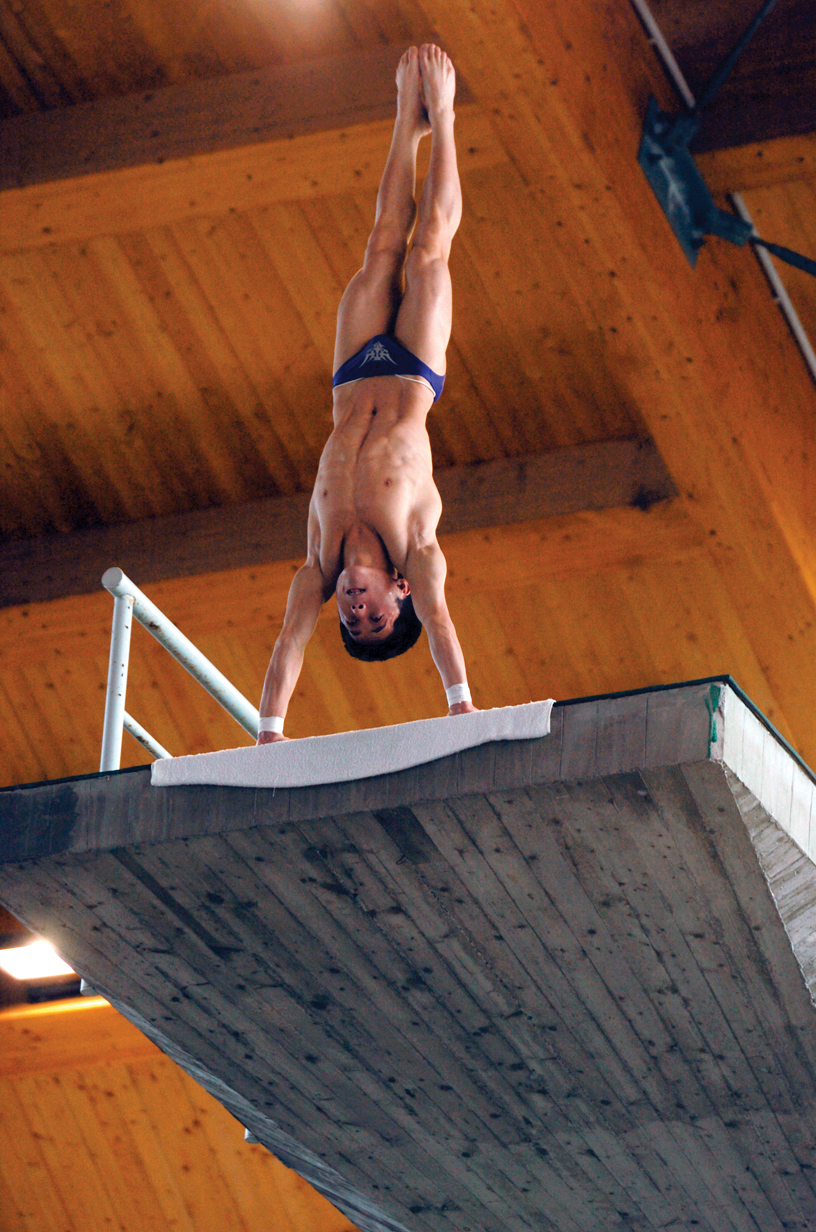
Posição de salto invertida: os braços dão a força de impulso.

Considerada uma modalidade esportiva de precisão, bem como a ginástica e o nado sincronizado por exemplo, os saltos ornamentais requerem como capacidades básicas a força, a flexibilidade, a coordenação neuro-muscular, a consciência corporal e a orientação espacial. Além disso, requer do atleta o desenvolvimento de habilidades como audácia, coragem, perseverança, autoconfiança e concentração para a realização precisa dos movimentos, realizados em espaço limite de dez metros e em um tempo de poucos segundos. Fisicamente, as partes mais exigidas do saltador são os joelhos e o tendão de Aquiles. Por isso, deve ser feito um trabalho especial para fortalecer estas partes e os quadris. Antes de iniciar os treinamentos, é preciso avaliar os pré-requisitos corporais do jovem, como um pescoço comprido e uma cabeça que possa ser coberta pelos braços.
Como acontece em todos os esportes, a preparação é fundamental para um bom desempenho atlético e para obtenção de resultados satisfatórios. O avanço da tecnologia, que utiliza de computadores para precisas avaliações e milimétricas medições, o acompanhamento físico e psicológico, a segurança durante os treinamentos, que conta com a participação da FINA definindo quatro classes etárias de saltadores (A > B > C > D), a boa nutrição e a repetição constante dos movimentos são os pontos-chave para um bom ambiente recreativo e competitivo. De todos os riscos que um atleta pode passar, o que mais impressiona e chama a atenção são as quedas das plataformas e dos trampolins. Apesar dos rigorosos treinamentos e da tecnologia atuante nas melhorias dos equipamentos antiderrapantes, acidentes podem ocorrer, principalmente entre os menos experientes. O saltador soviético Sergei Chalibashvili, foi uma vítima fatal durante apresentação nas Universíadas de Edmonton.
O nome saltador vem do fato do praticante se lançar de cima de uma plataforma ou pular de um trampolim para uma superfície, neste caso, uma inferior, a água. A característica básica deste desporto é o ato de se lançar em grau, isto é, para o alto e para frente. Por mais variado que seja o salto, existem os movimentos e posições básicas que um saltador deve executar, e nesses específicos pontos é que a repetição se faz necessária, para que se torne, independente de já ser algo natural, mecânico.
Pela descrição física do movimento propriamente dito, o atleta parte de uma posição inicial, sempre erguida, flexiona os joelhos ou os braços, quando em caso específico de salto invertido, e se lança com a força total que consegue atingir se reerguendo ao ar. Tal etapa só é possível devido a tensão muscular convertida em energia cinética, que posteriormente se transforma em energia potencial, que faz o saltador atingir a máxima altura. A mecânica de sua realização é ainda dividida em duas etapas, a de saída e a de ar, que leva à aterrissagem. Durante os treinamentos preparatórios, o saltador ornamental, como também é conhecido o atleta deste esporte, costuma utilizar do trampolim acrobático, utilizado na modalidade de trampolim da ginástica, para focar e ter ideia real do movimento que realizará na plataforma ou no trampolim de salto.

### Movimentos e posições corporais
Apesar de possuir uma extensa variante de saltos, que se juntam em um número cada vez maior de possíveis realizações, existem seis grupos deles. Os quatro primeiros envolvem rotação em diversas direções, o quinto é qualquer salto com giro, e o último, usado em salto de plataforma, começa com uma parada de mãos, conhecida também por “bananeira”:
| Tabela de movimentos básicos | |
| Grupos                       | Movimentos |
| 1 - Para frente              | Saída de frente para a água e execução para a frente; o atleta fica de frente para o trampolim e faz uma série de rotações em direção à água, sem mudar a posição de chegada, que será de frente. |
| 2 - De costas                | Saída de costas para a água e execução para trás; o atleta posiciona-se no final do trampolim de costas para a água e sua direção da rotação é sempre para longe a partir da plataforma.          |
| 3 - Ponta pé a lua           | Saída de frente para a água e execução para trás; começam com o atleta voltado para a frente do trampolim e terminam com uma rotação em direção à plataforma.                                     |
| 4 - Revirado                 | Saída de costas para a água e execução para frente; em oposto ao movimento II, o atleta fica no fim da plataforma e realiza uma rotação em direção do trampolim.                                  |
| 5 - Parafuso                 | Giro do corpo em torno de si, independentemente do tipo de saída; todos os saltos com giros se incluem neste grupo, sejam eles para frente, para trás, reverso e para dentro.                     |
| 6 - Equilíbrio               | Saída em parada de mãos; o atleta realiza a parada de mãos, posição esta em que o atleta deve permanecer por cinco segundos antes de realizar o salto.                                            |

Além destes seis grupos, existem as posições corporais que o saltador combina para gerar seus movimentos. Estas posições são de quatro tipos:
- A - Esticada: os pés devem estar juntos com as pontas esticadas e o corpo não pode estar flexionado na cintura e nos joelhos; posição dos braços variável.
- B - Carpada: o corpo deve estar flexionado na cintura, mas as pernas e o pés devem estar bem estendidos; posição dos braços variável. Entre as pernas e o tronco, o ideal é que a posição gere um grau de 90.
- C - Grupada: corpo junto ao quadril e joelhos, coxas puxadas contra o peito, tornozelos mantidos junto às nádegas.
- D - Livre: opcional; trata de uma combinação das posições básicas.

## Equipamentos e subdivisões

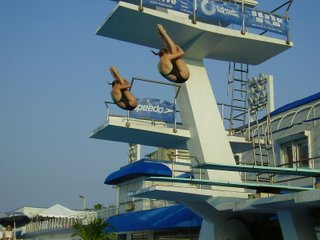
A estrutura de salto: no topo a plataforma de 10 m, com dois trampolins abaixo, de 3 m. Na fotografia, salto sincronizado feminino, realizado em competição australiana.

Os saltos ornamentais utilizam de uma torre de concreto, que possui trampolins de salto e em geral acaba na altura da plataforma de mergulho, a dez metros da base, localizada em áreas cobertas ou fechadas, geralmente ginásios de natação e parques aquáticos. Nela, existem três tipos de locais para saltos. A que fica no ponto mais alto é a plataforma, que deve ter 6 m de comprimento por 2,6 m de largura, e sua prancha, onde o atleta caminha para saltar, deve ser ainda coberta com material antiderrapante; já o trampolim deve ser feito de alumínio, com 50 cm de largura e 4,8 m de comprimento, e precisa estar a 1 m ou 3 m acima do nível da piscina. Logo a frente da estrutura, está a piscina, que precisa ter um mínimo de cinco metros de profundidade, para evitar acidentes. Nela, ainda é preciso ter um equipamento que mantenha a água sempre em movimento, com a formação de ondas mínimas para que os atletas possam vê-la e assim calcular melhor seus saltos.
O saltador ornamental usa apenas uma sunga de mergulho ou um maiô como uniforme. Nem mesmo óculos são utilizados, para não causarem lesões nos saltadores no momento do impacto. Todavia, para aqueles que partem da parada de mãos, é possível usar de protetores nos pulsos, que evitam deslocamentos da musculatura. É de uso comum também as toalhas, que os mantém secos, para que não se prejudiquem em seguidos saltos.
Este esporte ainda dividi-se em feminino e masculino, ambos com as mesmas provas e sob as mesmas regras. Com suas particularidades, a exemplo de um número maior de saltos realizados pelos homens, os eventos se dividem em: plataforma de 10 m, plataforma de 10 m sincronizada, trampolim de 3 m, trampolim de 3 m sincronizado e trampolim de 1 m, esta última não inserida nos Jogos Olímpicos. Para treinamentos e ambientação são utilizados ainda os trampolins acrobáticos, em solo, e plataformas em níveis mais baixos, para todas as categorias, divididas pelas faixas etárias dos saltadores.

## A Federação Internacional de Natação

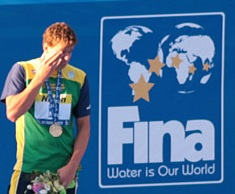
Logotipo à direita do nadador.

A Federação Internacional de Natação, que atende pela sigla FINA, foi fundada por oito nações europeias em 19 de julho de 1908, quatro anos após a estreia dos saltos ornamentais nos Jogos Olímpicos, e é a responsável por regrar os esportes aquáticos - natação, nado sincronizado, pólo aquático e saltos ornamentais - com medidas disciplinares e um painel antidoping. É ela ainda quem define os padrões de segurança e conduta de atletas, técnicos e envolvidos com os desportos. É também de sua responsabilidade a publicação de uma revista especializada e a realização do Campeonato Mundial de Esportes Aquáticos, que estrearam em 1973, e do Grand Prix de Saltos Ornamentais, além de outros campeonatos relacionados aos demais esportes que rege.
A FINA está diretamente ligada ao Comitê Olímpico Internacional, possui membros associados nos cinco continentes, com 49 deles só na África e possui uma estrutura interna com os comitês técnico e médico e com três comissões - de treinadores, atleta e mídia - que facilitam a interação entre suas discussões, que visam sempre as melhorias para os esportes e sua divulgação.

## Violações no esporte
Considerado um esporte de precisão, ou seja, no qual o uso da técnica supera o uso da força física, os saltos ornamentais, para alguns, é visto como um desporto relativamente limpo, isto é, sem casos de doping, se comparado a sua próxima, a natação. Entretanto, para outros, este fato não é avaliado como justificativa, pois a precisão requer grande concentração e esta está diretamente ligada aos batimentos cardíacos do atleta, que pode fazer uso de betabloqueadores para diminuí-los e assim aumentar sua capacidade em se focar. Um dos casos conhecidos de dopagem bioquímica neste esporte é o do saltador californiano Harrison Jones, flagrado em abril de 2010, por uso do metabólito Carboxy THC durante a Winter Nationals & World Cup Selection, realizada em fevereiro do mesmo ano. Como punição, recebeu três meses de suspensão e a obrigatoriedade de participar de um programa antidoping da USADA, a entidade regulamentadora nacional. Já a norte coreana In Sun Hong sofreu, em 2008, uma punição de dois anos, pelo mesmo uso do norte-americano.
Em um esforço para os atletas, membros de equipe de apoio, familiares e treinadores, no auxílio da compreensão das regras aplicáveis, a FINA fornece instrução abrangente em seu sítio sobre o processo de testes e as listas de substâncias proibidas, bem como apresenta as medidas disciplinares para aqueles atletas que não respeitam os códigos de conduta de um ambiente saudável para si e para os outros.
Uma outra violação possível de acontecer é a do limite de idade. Visando a segurança dos desportistas, a FINA estipulou um limite de quatorze anos para disputas de provas de nível sênior. Caso o saltador complete a idade mínima até dezembro do ano de realização do evento, também poderá participar. Em toda a história da entidade, não houve registro de violação a esta idade mínima, que teve como saltadora olímpica mais jovem de todos os tempos, a norte-americana Dorothy Poynton-Hill, de treze anos, que disputou a edição de Amsterdã, na qual conquistou medalha.

## Regras

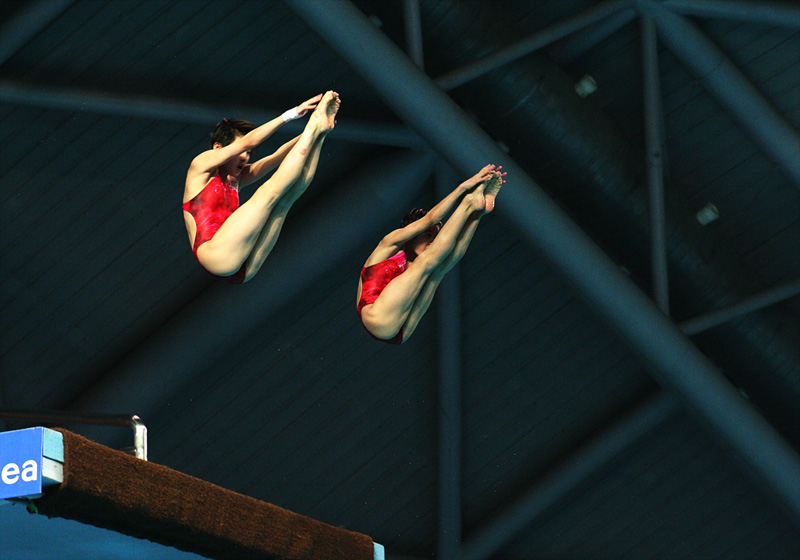
Salto de uma dupla chinesa da plataforma de 10 metros

As regras da Federação Internacional regem todas as competições para os Jogos Olímpicos, campeonatos mundiais, copas do mundo e campeonatos mundiais juniores. Tais regras ainda estipulam os tamanhos oficiais das plataformas, trampolins e piscinas usados nos eventos, e a idade mínima de quatorze anos para competidores da elite sênior disputarem seus eventos internacionais.
Em competições oficiais, os saltos obrigatórios são divididos em duas categorias: com e sem limite de grau de dificuldade. Cada atleta então deve saltar cinco vezes do trampolim, saltos estes com limite de grau de dificuldade. Na plataforma, são quatro. Em saltos sem limite de dificuldade executados do trampolim, as mulheres apresentam cinco variantes e os homens, seis. Na plataforma, os homens saltam seis vezes e as mulheres, quatro. O mesmo tipo de salto não pode ser repetido.
Uma competição se inicia com o sorteio dos saltos antes das apresentações preliminares. Nesta primeira fase, os saltadores definem sua classificação para as semifinais, cuja ordem de apresentação é inversa a da qualificatória, ou seja, o saltador com a pior nota será o primeiro desta etapa. O mesmo esquema será utilizado para a final, cuja menor nota definirá o iniciante da última fase.
Em vias gerais, alguns detalhes são fundamentais para que um salto seja considerado bom. São eles: as passadas no trampolim ou na plataforma, o pulo para a ponta, a altura da saída, a precisão do salto, a entrada na água, e, para os casos das duplas, o sincronismo preciso em todas as fases do salto. Todas essas partes são julgadas em conjunto. O momento de saída deve mostrar controle e balanço. A altura que o saltador atinge é importante, pois significa mais tempo para a execução. Quanto maior a altura, maior a possibilidade de trabalhar a exatidão e a suavidade dos movimentos. A execução do salto envolve performance mecânica e técnica, mas também leveza e graça. A entrada na água é o último item que o juiz avalia. Nessa etapa, são considerados o ângulo de entrada, que deve ser de 90º entre o corpo do saltador e a linha da água, e a quantidade de líquido que espirra, já que, quanto menos água espalhar, mais reta foi sua chegada, ou seja, sua área de contato foi a menor possível.

### Julgamento do salto

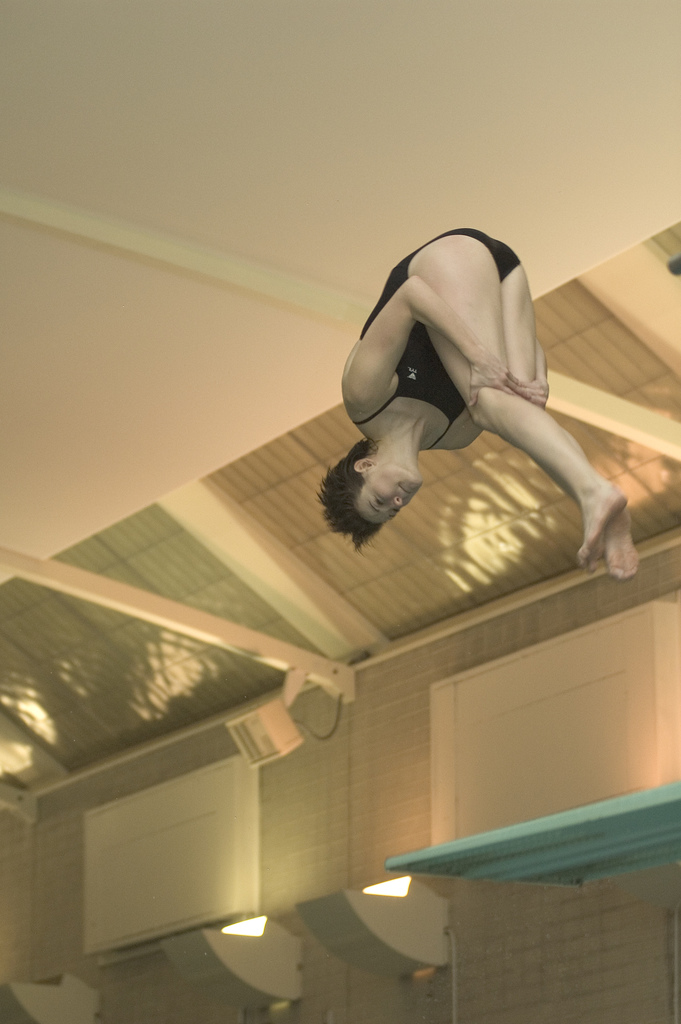
Saída carpada do trampolim.

O julgamento de um salto pode começar na definição de um movimento, ou não, se o atleta apenas repetir um já tabelado. Assim, a criação de um salto completo é feita através de um somatório de cinco parciais, que envolvem os grupos de saltos e o número de movimentos realizados, entre mortais e piruetas. Para chegar em um resultado inicial, os juízes necessitam consultar as fórmulas no Apendice 1 e os valores dos movimentos então, são inseridos no Apendice 2, ambos encontrados nas regras oficiais fornecidas pela Federação.[b] Após as fases preliminar, semifinal e final, é decretado vencedor o saltador que tiver o maior total de pontos; em caso de empate, os atletas dividem a colocação; para as duplas, o procedimento é o mesmo.
É difícil julgar um salto devido às muitas sutilezas envolvidas, como o estilo que cada desportista consegue dar ao mesmo movimento. Em razão disso, um considerável número de pessoas é chamado para avaliar, tentando manter o resultado o mais justo possível. Para competições em nível internacional, como as Olimpíadas, este número chega a sete. Ao se classificar um salto, todas as suas etapas de execução são levadas em conta. Em um total de cinco, são elas:
- Aproximação: deve ser forte e suave ao mesmo tempo, o que demonstra bom controle e uma boa forma.
- Partida: também deve mostrar controle e equilíbrio, além do ângulo correto de partida para o tipo de salto adotado.
- Elevação: o impulso e a altura que o atleta atingem são muito importantes. Um salto mais alto significa maior tempo de movimento.
- Execução: é o mais importante, já que é a acrobacia em si. O juiz observa a performance mecânica, técnica, forma e graça do desempenho.
- Entrada: a chegada na água é muito significativa pois é a última coisa que o juiz vê. Os dois critérios a serem avaliados são o ângulo de entrada, que deve ser próximo ao vertical, e a quantidade de água espalhada, que deve ser a mínima possível.

Após cada salto o árbitro faz um sinal aos juízes com um apito. Os juízes, que não se comunicam uns com os outros, imediatamente mostram suas notas. Um salto é cotado entre zero e dez pontos, com um ponto ou menos colocado por cada juiz. A lista das notas e seus significados é a seguinte: 0 – Completo fracasso < 0,5 - 2 - Insatisfatório < 2,5 – 4,5 - Deficiente < 5 - 6 - Satisfatório < 6,5 - 8 - Bom  < 8,5 - 10 – Muito bom.
Depois de apresentadas as notas, a mais alta e a mais baixa são eliminadas. O restante é somado e multiplicado pelo grau de dificuldade do salto, que gira entre 1,2 e 3,8, definido sempre antes do início da apresentação do atleta. O julgamento então é feito da seguinte forma: supondo que um saltador tenha sua nota de partida (seu grau de dificuldade de movimento) avaliada em 2,0 e tire 6,0, 5,0, 5,0, 5,0, 5,0, 5,0, 4,0 em sua execução. Disso, retiram-se as notas mais baixa e mais alta, o que gera um resultado parcial de 25,0. Então, pega-se a nota de execução e multiplica-a pela nota de partida para se chegar ao resultado final, que neste exemplo é de 50,0.

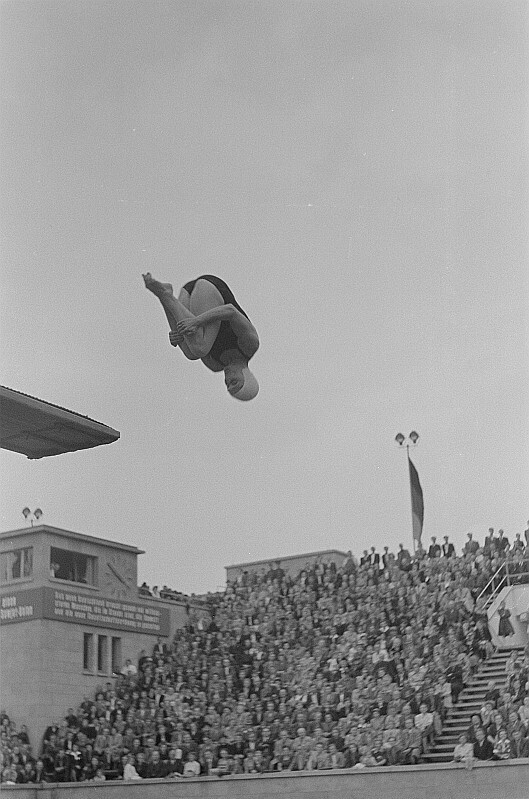
As imagens mostram três etapas de um salto: na primeira...
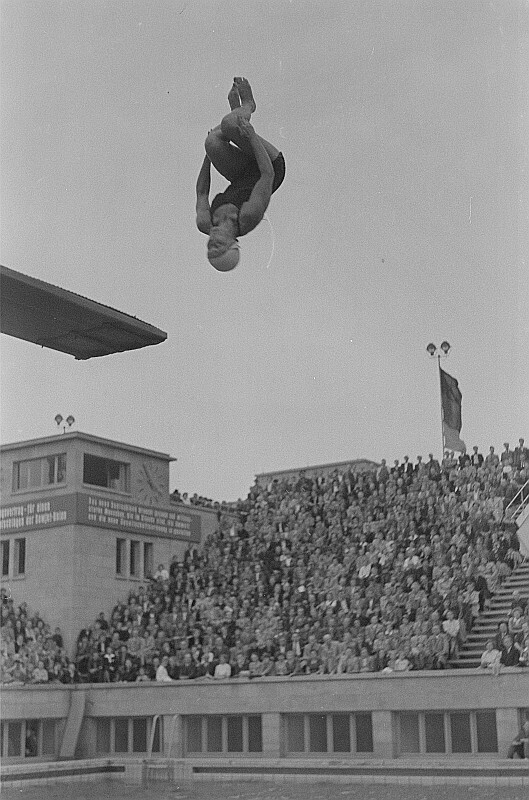
a saltadora ornamental se impulsiona do trampolim em posição grupada;
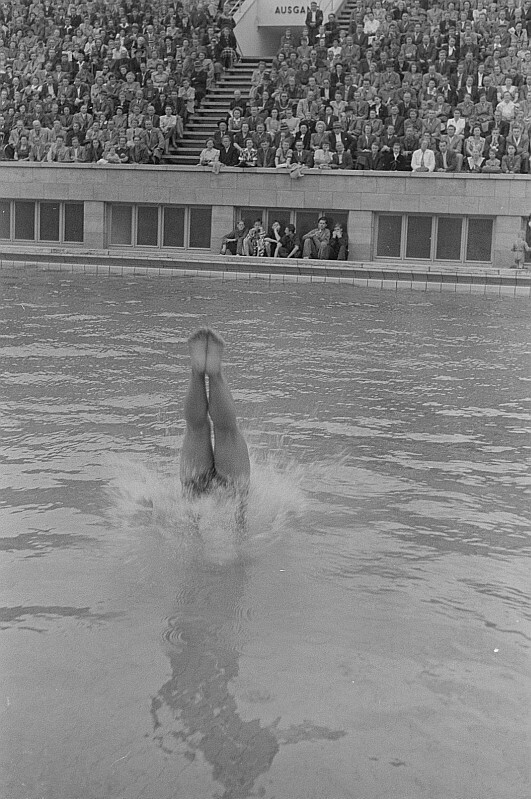
a seguir, continua a acrobacia, em mortal frontal do grupo I de saltos; e faz sua entrada na água.

Notação numérica
Para suas avaliações, a FINA organizou um sistema de classificação de saltos. Em sua tabela, estão listados os tipos de salto, as posições A, B, C ou D, e os grupos. Disso, ela elabora um esquema alfa-numérico, que segue o seguinte exemplo: 203C, que significa Salto meia volta grupado, no qual o 2 representa o grupo, seguido do tipo de salto, que pode ser 0 ou 1, no qual 0 é um salto normal e 1 a sua variante, da quantidade e da letra C, que representa a posição de saída da estrutura, seja na plataforma, seja no trampolim. Tudo isso junto representa a nota de partida do saltador e é dada para os grupos de 1 ao 4, já que os outros dois possuem suas particularidades de movimentos extras e as rotações variadas no primeiro número. Por exemplo: 5211A, no qual o segundo dígito é o grupo, o terceiro o número de meia voltas e o quarto o número de meios parafusos.

## Principais competições

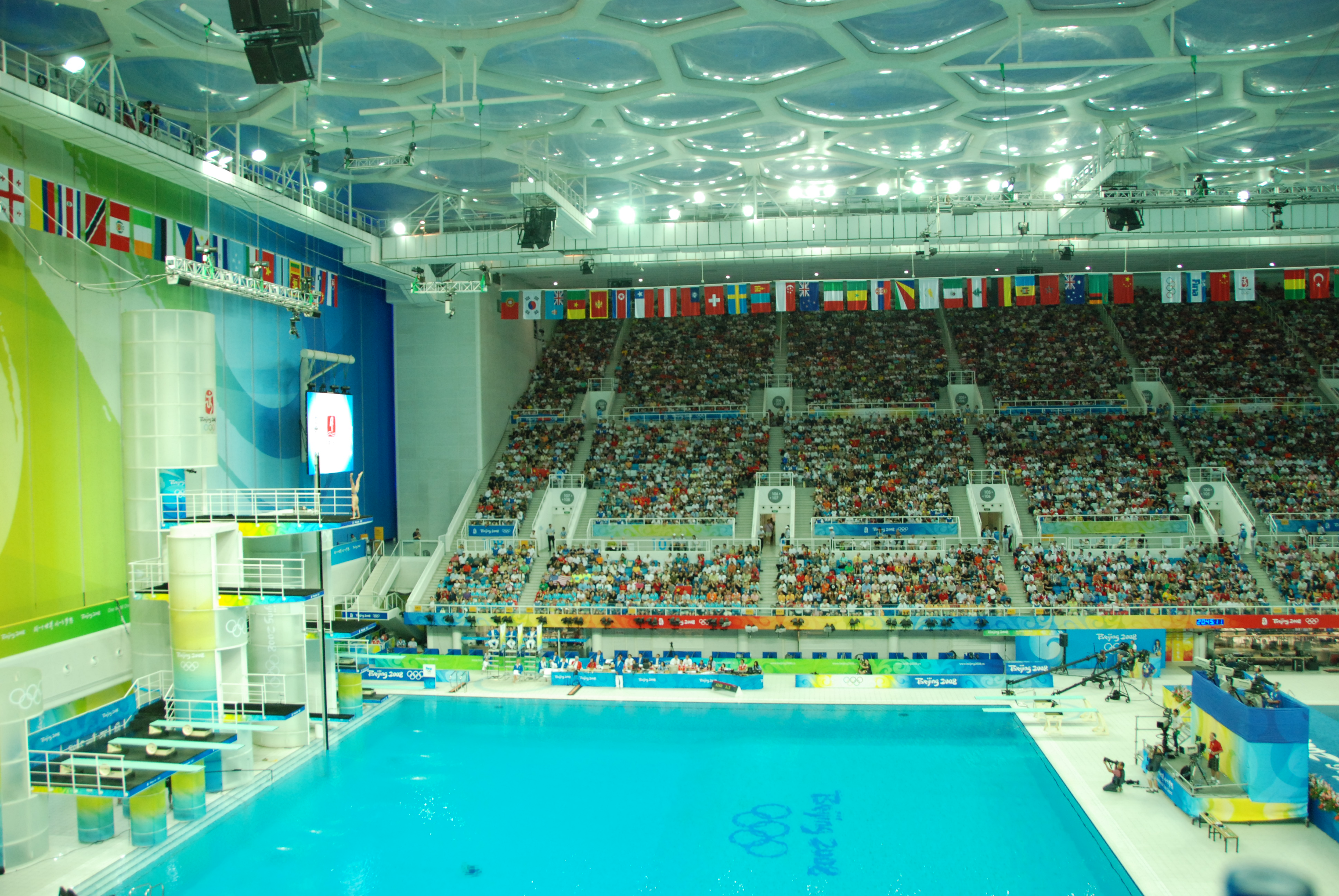
Estrutura utilizada para as provas de salto nos Jogos Olímpicos de Pequim, instalada no apelidado Cubo d'Água.

É vasta a quantidade de campeonatos de saltos ornamentais, seja no âmbito mundial, seja no âmbito nacional, em particular em algumas nações. Abaixo pode-se ver uma lista das principais competições da modalidade. Os campeonatos que reúnem os ginastas de todo o mundo são:
- Jogos Olímpicos: de quatro em quatro anos, reúne os saltadores ornamentais classificados para os eventos, seja em dupla, seja individualmente.
- Campeonato Mundial: realizado desde 1973 é também uma competição global.
- Grand Prix: realizados anualmente desde 1995, conta com a participação de atletas de todo o mundo.
- Copa do Mundo: realizadas a cada dois anos, as copas são um evento exclusivo dos saltos ornamentais, a exemplo do Grand Prix.

Existem ainda as competições regionais, conhecidas pela competitividade entre os desportistas participantes e nas quais se conhecem os favoritos continentais:
- Jogos Asiáticos: realizado a cada quatro anos. Reúne todas as nações do continente asiático.
- Jogos da Commonwealth: realizado a cada quatro anos. Reúne todas as nações da Commonwealth.
- Campeonato Europeu: competição realizada todos os anos desde 1999. Anteriormente, decorria-se de forma irregular, com intervalos variáveis entre as edições.
- Jogos Pan-Americanos: realizado de quatro em quatro anos. É onde reúnem-se os saltadores dos três continentes americanos (Sul, Central e Norte).

### Presença nos Jogos Olímpicos

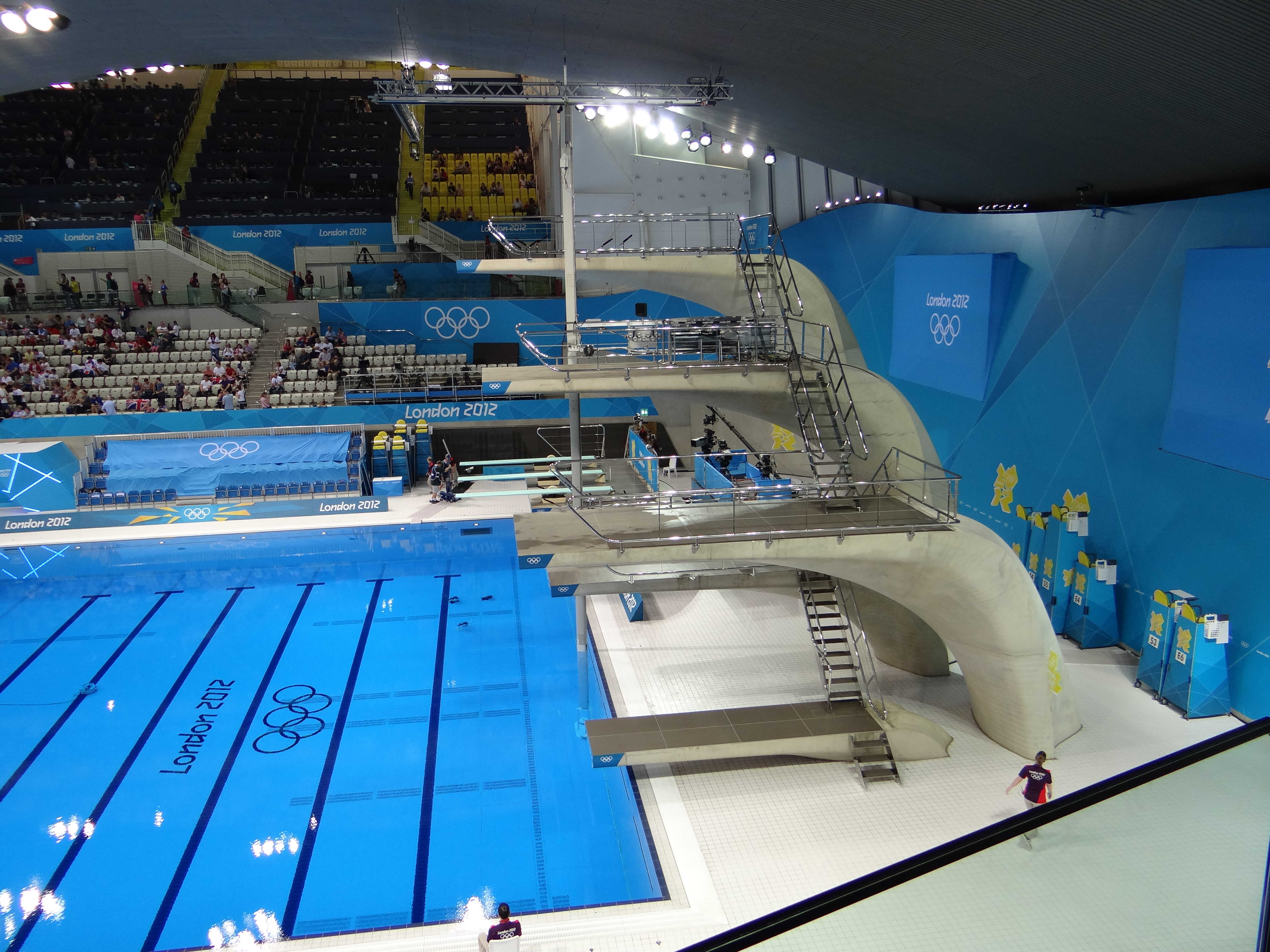
As plataformas de design único do Centro Aquático de Londres, usadas durante os Jogos Olímpicos de 2012

Os saltos ornamentais estão presentes nos Jogos Olímpicos da era moderna desde a edição norte-americana de Saint Louis, em 1904, oito anos após a realização da primeira, na Grécia. Com participação unicamente masculina, o desporto contou com as provas de "combinado" e "mergulho e distância", que teve como primeiros vencedores, dois estadunidenses. Tendo esses dois eventos fracassado em cativar o público, foram eliminados das subsequentes edições. Quatro anos mais tarde, estrearam as disputas do "trampolim de 3 m" e da "plataforma alta", dominadas por alemães e suecos em todas as posições dos pódios. Em 1912, além da estreia feminina, estreou também a prova da "plataforma de 10 m". No ano de 1924, após a Primeira Guerra Mundial e a realização da edição de 1920, restaram somente os eventos do "trampolim de 3 m" e da "plataforma de 10 m", tanto para os homens, quanto para as mulheres. 76 anos mais tarde, ambas as provas ganharam suas versões sincronizadas, disputadas em dupla, cujo domínio foi chinês e russo. No caso das competições nos Jogos, o Comitê Olímpico Internacional é o responsável pela organização do evento, incluindo os critérios de desempate.
Quadro de medalhas
O quadro abaixo mostra as nações que mais subiram ao pódio na história dos Jogos Olímpicos e demonstra a superioridade numérica dos Estados Unidos em todas as parciais e no total geral. Das 320 medalhas conquistadas, 201 estão distribuídas entre estas três nações. A Alemanha não se encontra listada, pois seus resultados são divididos em três, de acordo com seus momentos históricos. Entre os eventos disputados e os já retirados do cronograma, todos os pódios foram somados.
| Nações         |    |    |    | Somatório | %  |
| -------------- | -- | -- | -- | --------- | -- |
| Estados Unidos | 48 | 41 | 42 | 131       | 41 |
| China          | 27 | 14 | 8  | 49        | 15 |
| Suécia         | 6  | 8  | 7  | 21        | 7  |
| Total          | 81 | 63 | 57 | 201       | 63 |

### Campeonatos Mundiais
Os campeonatos mundiais de esportes aquáticos são para os esportes regidos pela FINA um dos eventos mais importantes, a exemplo dos Jogos Olímpicos. Neles são disputadas as provas dos saltos ornamentais e suas "irmãs", a natação, o nado sincronizado e o pólo aquático, em um total de 34 provas. Desde de 2001, é realizado em anos ímpares em um intervalo de dois anos. No entanto, entre sua primeira edição e 1998, a competição sofreu com variações nas datas de realização, chegando a intercalar com as Olimpíadas. Ao longo de sua história, a China foi a nação que mais conquistou vitórias nos saltos ornamentais, destacadas as provas sincronizadas tanto masculinas quanto femininas.
Os mundiais são regrados e organizados pela Federação Internacional de Esportes Aquáticos. A exemplo de outros desportos, não é uma competição realizada em ano olímpico.

## Principais equipes e nações

### Suíça e Alemanha

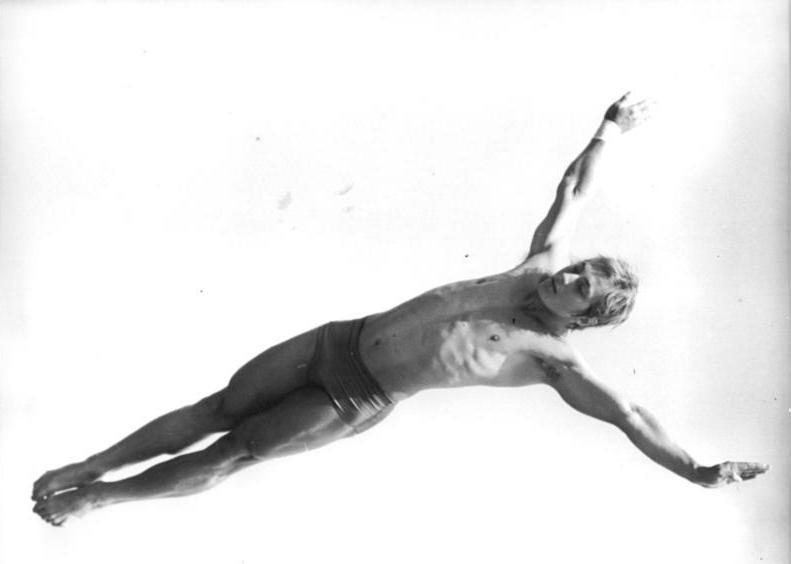
O alemão Falk Hoffmann, campeão da plataforma de 10 m nas Olimpíadas de Moscou. Em 1999, foi inserido no International Swimming Hall of Fame. Na imagem, um voo datado de 1973.

Reconhecidamente as nações que iniciaram os saltos ornamentais como esporte, Suíça e Alemanha destacaram seus saltadores nos primeiros anos competitivos. Em Jogos Olímpicos, em 1904, a Alemanha teve como primeiro medalhista de sua história o atleta Georg Hoffmann, segundo colocado na prova combinada, que permaneceu no cronograma por apenas uma vez. Nesta época, os Estudos Unidos destacaram seus saltadores nas únicas duas provas eliminadas posteriormente. Em 1908, a prova do trampolim de 3 m, permanente no cronograma olímpico, teve como primeiro vencedor, o alemão Albert Zürner, que subiu ao pódio ao lado de mais dois compatriotas. Na mesma edição, os suíços destacaram-se nas provas da plataforma alta, que foi retirada do cronograma algumas edições mais tarde. Seu primeiro campeão foi Hjalmar Johansson, que figurou no pódio também ao lado de outros dois companheiros de equipe.
Entre as mulheres, a sueca Margareta Johanson manteve a tradição nacional na prova e, como na edição anterior, para os homens, venceu na feminina. Pela Alemanha, apenas Ingrid Krämer destacou-se no trampolim. Os suecos, todavia, entre as disputas femininas e masculinas, mantiveram a hegemonia em quase todas as edições olímpicas da plataforma alta, até a sua retirada em 1924. Na criada plataforma de 10 m, entre estas duas nações precursoras, apenas Erik Adlerz conquistou uma medalha de ouro. Já as alemãs foram melhor sucedidas, com duas vitórias entre os anos de 1960 e 1980. Ao longo de suas histórias olímpicas, a Suíça aparece na quarta colocação, se unidos os desempenhos das três Alemanhas (Equipe Alemã Unida, Alemanha Oriental e Alemanha), que as coloca em terceiro no ranking geral.
Em mundiais, estes iniciados em 1973, ambas não possuem tradicionais campeões. Entre as mulheres, no trampolim de 1 m, apenas Heike Fischer e Holeger Schlepps foram medalhistas pela Alemanha. Os suecos nunca subiram ao pódio neste evento. No trampolim de 3 m, das nações, apenas um alemão conquistou medalha entre todas as edições já realizadas. Nas plataformas, somente a sueca Ulrika Knape obteve uma vitória. Nas provas sincronizadas, mesmo sem vencer nenhuma disputa, os alemães, ao contrário dos suecos, subiram ao pódio tanto nas provas femininas quanto nas masculinas, mundiais e olímpicas.

### Estados Unidos

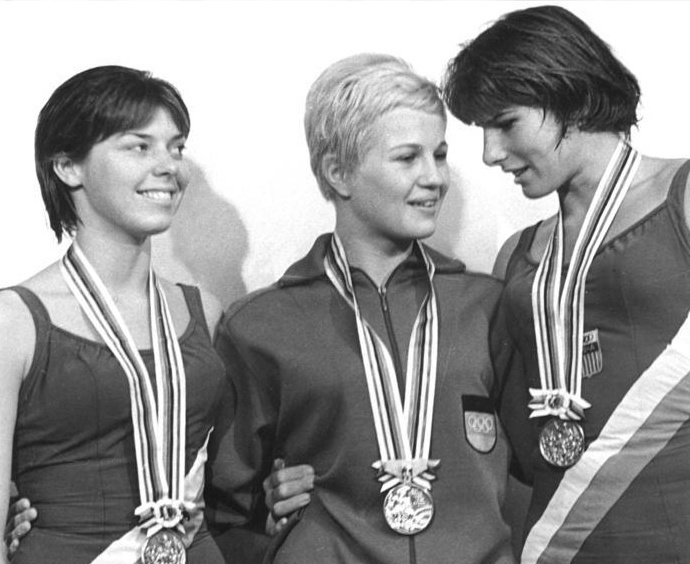
Nas Olimpíadas de Tóquio, as norte-americanas conquistaram prata e bronze no trampolim de 3 m.

Na história competitiva dos saltos ornamentais, os Estados Unidos são a nação destacada como maior vencedora olímpica. Na estreia do esporte em Jogos Olímpicos, foram duas vitórias para os estadunidenses, que dominaram a prova de mergulho em distância, conquistando as três medalhas disputadas. Na edição seguinte, em dois novos eventos, os norte-americanos venceram a prova da plataforma alta. Contudo, entre 1920 e 1968, conquistaram todas as medalhas de ouro do trampolim de 3 m, possuindo dez distintos vencedores em dez pódios consecutivos. Nessas edições olímpicas do trampolim, o destaque ficou para as edições compreendidas entre 1932 e 1952, quando conquistaram todas as posições dos pódios sem nenhum empate. Na plataforma de 10 m, o destaque se deu entre as edições de 1920 e 1952, com o heptacampeonato da prova. Entre seus maiores destaques olímpicos masculinos estão Bob Webster e Samuel Lee, bicampeões da plataforma, e Greg Louganis, bicampeão do trampolim.
Entre as mulheres, a primeira vitória foi de Aileen Riggin, no trampolim de 3 m, que iniciou um domínio de oito edições neste aparelho. Já na plataforma de 10 m, foram seis os títulos seguidos, com destaque para o bicampeonato de Dorothy Poynton-Hill. Nas provas sincronizadas, apesar da tradição nas provas individuais, os norte-americanos nunca conquistaram uma medalha olímpica.
Em mundiais, esses iniciados em 1973, nunca conquistaram uma vitória na prova do trampolim de 1 m, entre as disputas masculinas e femininas, resultados estes repetidos nos eventos sincronizados, embora tenham subido ao pódio tanto entre os homens quanto entre as mulheres. No trampolim de 3 m, desde a primeira edição, foram seis títulos consecutivos, destacado o tricampeonato de Phil Boggs. Já na plataforma de 10 m, Greg Louganis foi o tricampeão. Entre as mulheres, a única campeã do trampolim de 3 m foi Megan Neyer, enquanto na plataforma foram duas as vitórias, obtidas por duas diferentes saltadoras.

### China

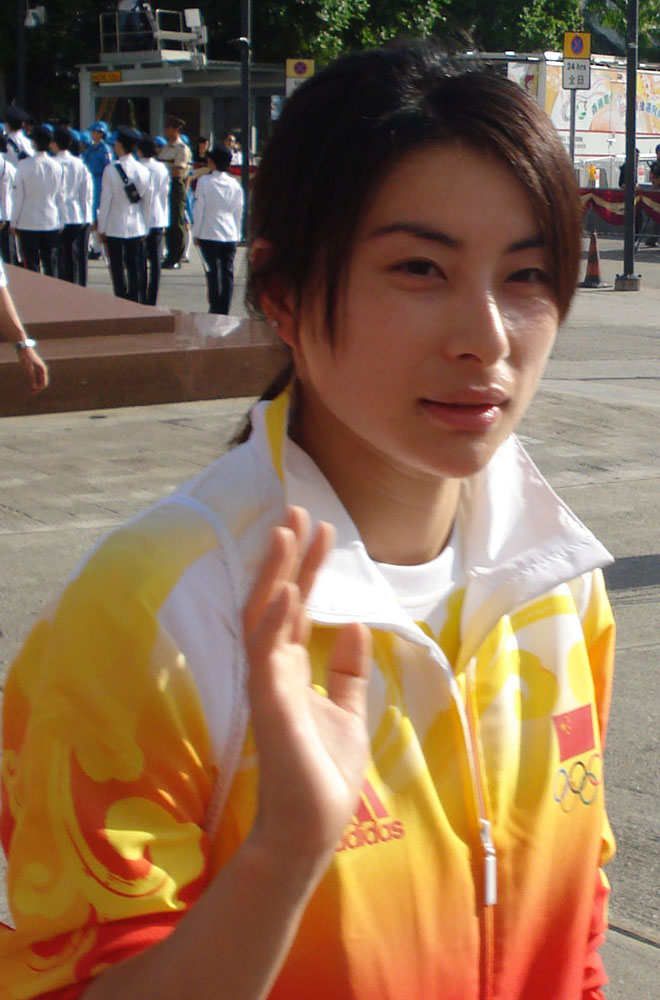
Guo Jingjing, bicampeã olímpica e pentacampeã mundial.

A China, no cenário esportivo dos saltos ornamentais, é um país de resultados relativamente novos, se comparada a Estados Unidos, por exemplo. Em Jogos Olímpicos, as primeiras medalhas foram conquistadas na edição norte-americana de Los Angeles, com destaque para a primeira vitória, de Zhou Jihong, na prova feminina da plataforma de 10 m. Deste ano em diante, o crescimento deu-se rapidamente: em pouco menos de 25, se traçados entre 1984 e 2008, os chineses tornaram-se os segundos maiores campeões olímpicos deste esporte, superados somente pelos norte-americanos, vencedores desde a primeira edição. Entre seus maiores vencedores estão Guo Jingjing, bicampeã olímpica, além de medalhista de prata, Fu Mingxia, também bicampeã olímpica e Xiong Ni, outro bicampeão olímpico da nação. Já seus maiores resultados foram o tetracampeonato no trampolim de 3 m (1996 - 2008) e o bicampeonato na plataforma de 10 m (2000 e 2004), ambas provas masculinas, o hexacampeonato no trampolim (1988 - 2008) e o tetracampeonato na plataforma (1984 - 1996), essas provas femininas.
Nas provas sincronizadas, a China é a nação destacada. Em três edições realizadas desde 2000, foi vencedora em quatro provas masculinas, entre a plataforma e o trampolim, e cinco vezes em provas femininas, tendo na plataforma, a hegemonia dos primeiros saltos sincronizados olímpicos, entre os anos 2000 e 2008.
Em campeonatos mundiais, semelhante ao que acontece nas Olimpíadas, os resultados começaram a surgir também na década de 1980, tendo como primeiro medalhista Tan Liangde, três vezes vice-campeão olímpico, e como primeira medalhista de ouro, entre homens e mulheres, Gao Min, bicampeã mundial do trampolim de 3 m, prova na qual Guo é pentacampeã. No trampolim de 1 m, os chineses são melhor sucedidos que as mulheres, em número de vitórias. Já nas provas sincronizadas, a exemplo dos Jogos Olímpicos, as primeiras colocações quase sempre foram chinesas, tanto entre as competições femininas quanto nas masculinas, destacados os pentacampeonatos femininos nas duas provas (trampolim e plataforma).

### Nações lusófonas
Entre as nações lusófonas neste esporte, a que mais se destaca é o Brasil, com constante participação olímpica desde a primeira edição em que participou dos Jogos, na Antuérpia, em 1920. Os saltos foram uma das cinco modalidades representadas pela nação sul-americana. Sete anos antes, foi ainda realizado o primeiro campeonato brasileiro, no bairro de Botafogo, no Rio de Janeiro. Entre 1920 e 2008, foram dez edições dos saltos ornamentais do Brasil nas Olimpíadas, com destaque para 2008, quando levou para Pequim sua maior delegação, com quatro atletas. Entre seus maiores representantes estão Juliana Veloso, única representante feminina nacional em duas olimpíadas e dois pan-americanos, além de ter conquistado o sul-americano no trampolim de 1 m e as medalhas de prata e bronze nos Jogos Pan-Americanos de 2003, Cassius Duran, primeiro brasileiro a conquistar medalha em Jogos Pan-Americanos, e César Castro, único saltador brasileiro a não precisar ir para a repescagem classificatória para os Jogos Olímpicos de 2008. Em Portugal, este esporte encontra-se desativado, sem praticantes, pois, apesar de possuir piscinas públicas com a estrutura necessária, faltam instrutores. Sem nunca ter participado de uma edição olímpica, Melanie Viegas Rinaldi, foi considerada uma esperança de estreia, embora não tenha obtido sucesso.
Entre os países asiáticos e africanos da lusofonia, Cabo Verde, São Tomé e Príncipe e Timor-Leste não possuem vínculos com a FINA no estatuto de federação filiada.

## Destaques

Pictograma

Abaixo, encontram-se listados cinco destaques femininos e cinco masculinos, entre o passado e a atualidade, acompanhando a evolução que apresentou o esporte. Para a seleção foram usados alguns critérios: a época em que se destacaram, participações olímpicas e mundiais, reconhecimento internacional, conquistas e significados para suas nações e continentes.
| Feminino - Guo Jingjing - Margareta Johanson - Victoria Draves - Fu Mingxia - Irina Kalinina |  | Masculino - Klaus Dibiasi - Hobie Billingsley - Dmitry Sautin - Greg Louganis - Joaquín Capilla |

Outros atletas destacados podem ser vistos no International Swimming Hall of Fame, que, fundado em 1967, localiza-se em Fort Lauderdale, na Flórida, Estados Unidos, e homenageia competidores dos esportes aquáticos regidos pela FINA. O primeiro saltador homenageado foi Miller Anderson, dos Estados Unidos. O compromisso deste salão da fama é o de promover os benefícios e a importância da natação, qualidade de vida e segurança na água para seus praticantes, em particular as crianças. Através da história, homenageia os grandes competidores, que beneficiaram os desportos nos quais estiveram envolvidos.